# Captorhinus
 (décembre 2017).
Si vous disposez d'ouvrages ou d'articles de référence ou si vous connaissez des sites web de qualité traitant du thème abordé ici, merci de compléter l'article en donnant les références utiles à sa vérifiabilité et en les liant à la section « Notes et références ».
Genre
Captorhinus est un genre éteint de reptiles de la famille également éteinte des Captorhinidae qui ont vécu pendant la période permienne.
Ses restes sont connus en Amérique du Nord, en Europe, en Inde et en Afrique.

## Description
Trois espèces de Captorhinus sont connues. Captorhinus aguti est l'espèce type de Captorhinus, mais il y a aussi une bonne quantité de matériel fossile appartenant aux deux autres espèces, Captorhinus magnus et Captorhinus laticeps.

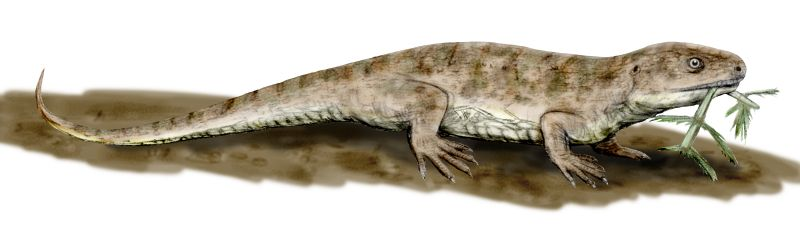
Reconstitution.

Le trait le plus distinctif de Captorhinus est son homonyme: l'accrochage du museau de l'angulation ventrale proéminente du processus prémaxillaire. D'autres caractéristiques notables incluent le processus alarylien positionné dorsalement du jugal sur la surface interne et rincé avec la marge orbitaire, le processus rétro-articulaire plus antéropostérieur que large, et la dent dentinaire antérieure fortement couchée.[Quoi ?]

## Histoire de la découverte

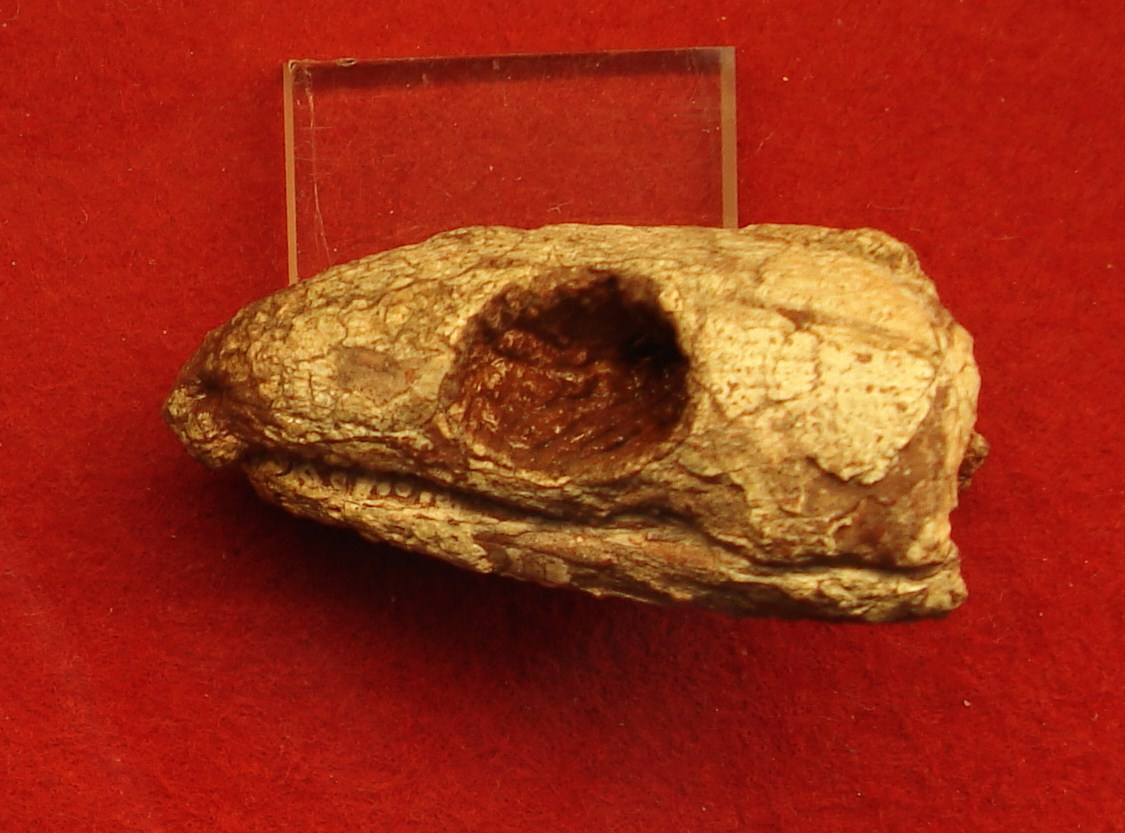
Crâne de « Captorhinus isolomus », du Permien inférieur et probablement du nord du Texas

En 1882, Edward Cope a décrit un crâne fragmentaire du Permien inférieur du Texas recueilli par W.F. Cummins à Coffee Creek comme Ectocynodon aguti. Le nom avait ensuite été révisé plusieurs fois par différents paléontologues à mesure que d'autres genres étaient découverts. En 1911, le paléontologue Ermine Cowles Case a révisé les espèces récemment découvertes. Il a décidé d'attribuer P. (Ectodynodon) aguti, P. aduncus, et P. isolomus au genre Captorhinus, et a établi une nouvelle famille, Captorhinidae.
Nommé par Cope du mot latin « captor », signifiant « celui qui attrape quelque chose » et le mot grec « rhino », qui signifie « du nez ». Ceci s'appuie sur la théorie que le prémaxillaire courbé caractéristique de Captorhinus peut avoir été utilisé pour attraper des proies.